# Hundehaar

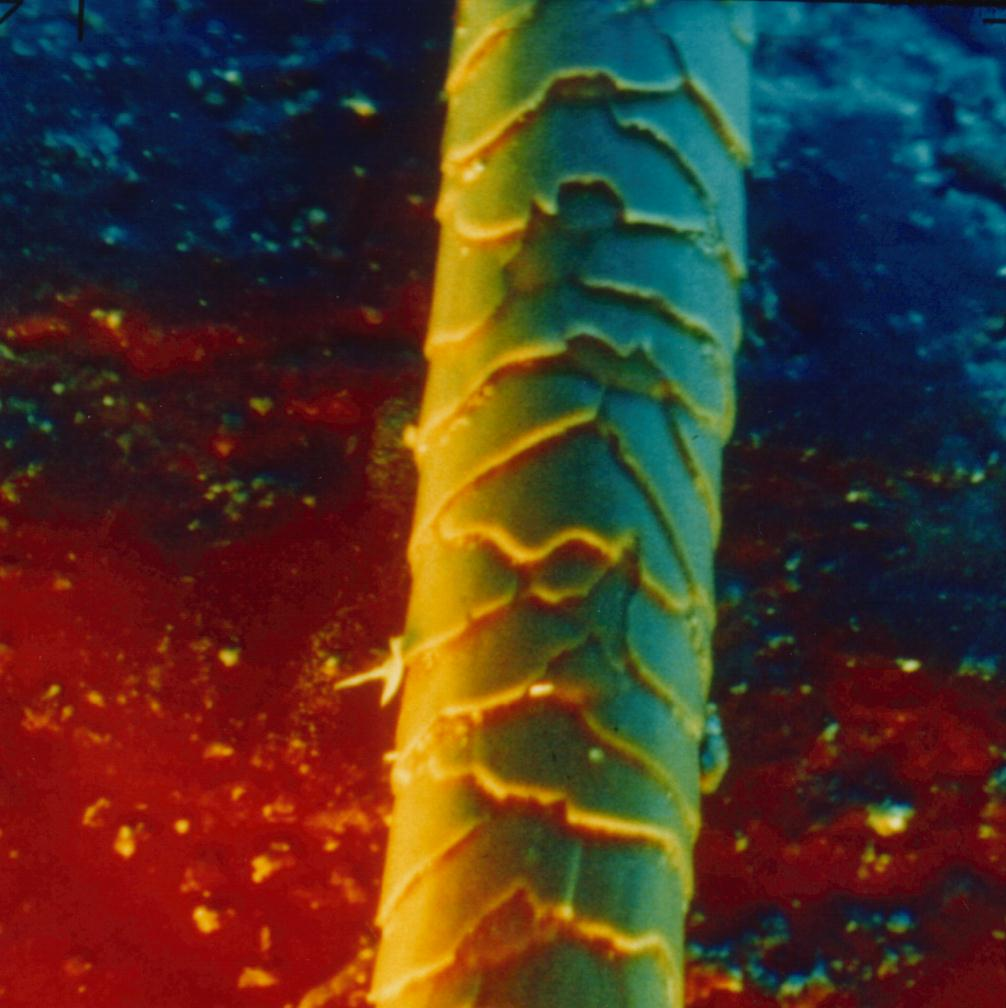
Elektronenmikroskopische Aufnahme eines Hundehaares

Hundehaar bezeichnet das Haar von Haushunden als spinnbare Faser.

## Geschichte

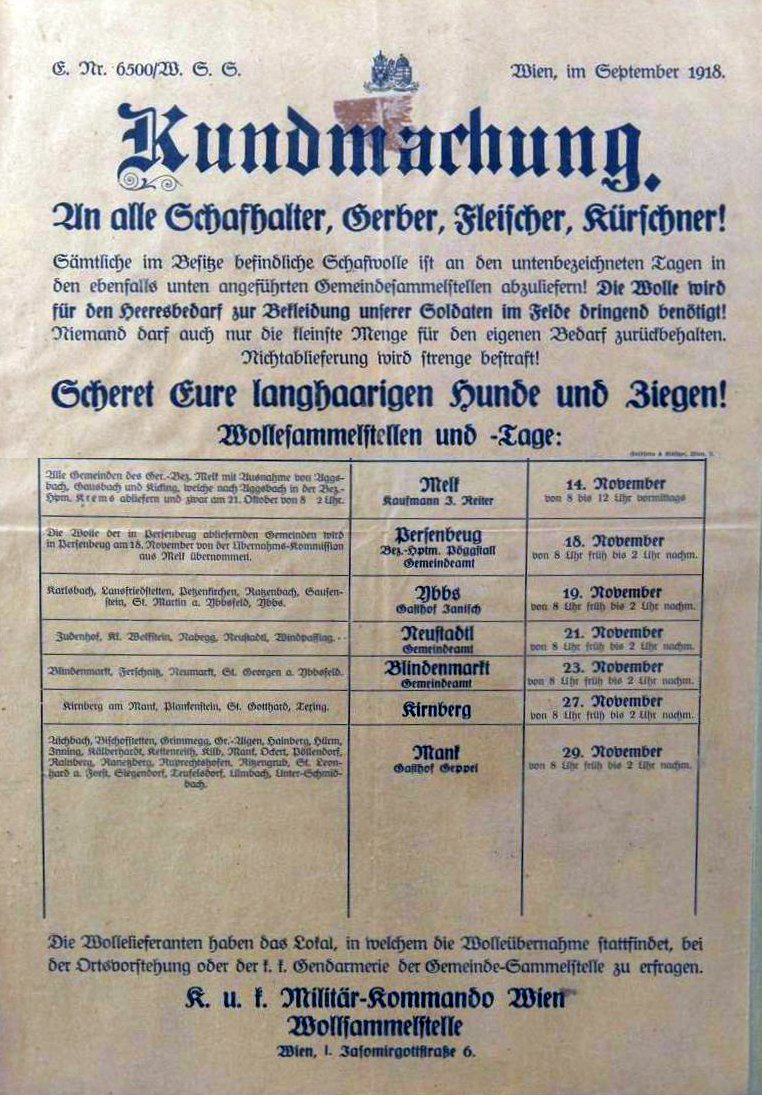
„Scheret Eure langhaarigen Hunde und Ziegen!“ Aufruf kurz vor Ende des Ersten Weltkriegs

In einer Höhle auf dem Colorado-Plateau wurden Schärpen aus einer Baumwoll-Hundehaar-Mischung gefunden, die um das 8. bis 10. Jahrhundert gefertigt wurden. Im Westen von Nordamerika wurden von den Küsten-Salish Textilien aus einem Gemisch von Hunde- und Schneeziegenhaar gewebt, ehe die Spanier im späten 18. Jahrhundert Schafe einführten und die Hunderasse im frühen 20. Jahrhundert ausstarb. Auf Tahiti und den Gesellschaftsinseln wurden die Haare einer heute ebenfalls ausgestorbenen Hunderasse (ʻŪrī Mā’ohi) zur Verzierung von Brustplatten verwendet.
Während der beiden Weltkriege wurde neben vielen anderen Sammelaktionen auch zum Abliefern von Hundehaar für Textilien aufgerufen, unter anderem von der British Dogs’ Wool Association. Mit der Nutzung der Haare sogenannter „Luxus-“ oder „Frauenhunde“ wurde versucht, die Haltung dieser nicht als Nutzhunde angesehener Tiere (wie Wachhunde, Blindenhunde usw.) zu rechtfertigen.
1920 wurden in England Kragen und Hüte aus Hundehaar als modische Neuheit angeboten. Teils wurde das Haar gefärbt, teils naturbelassen.
In der heutigen Zeit wird Hundehaar beim Handspinnen im Privathaushalt oder durch Kleinstproduzenten verwendet.

## Gewinnung

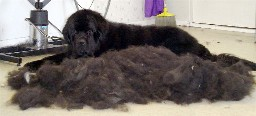
Neufundländer neben seinen ausgekämmten Haaren

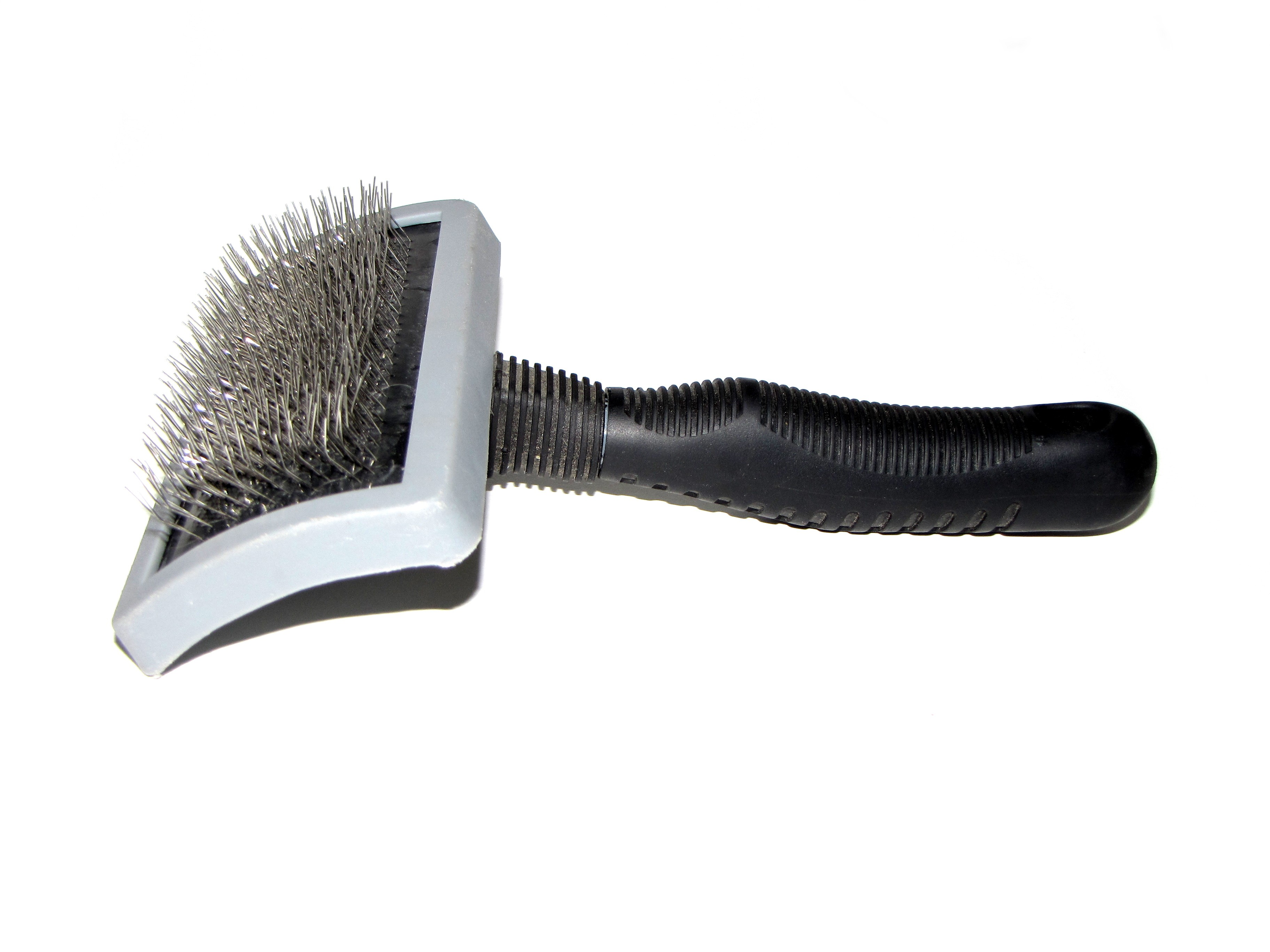
Hundebürste zum Auskämmen

Das Haar wird ausgekämmt oder gebürstet, am besten während des Fellwechsels, seltener geschoren (z. B. beim Pudel). Am besten eignet sich das Material von den Schultern und dem Rücken, die Fasern von den Hinterläufen und dem Schwanz sind gröber, während diejenigen auf dem Bauch zwar sehr weich, aber oft von sehr geringer Stapellänge sind. Ist bei mischhaarigen Hunderassen sehr viel oder sehr grobes Deckhaar darunter, muss dieses aussortiert werden, ansonsten kann es zusammen mit dem Wollhaar verarbeitet werden. Im Allgemeinen wird das Haar direkt nach der Gewinnung gewaschen oder der Hund wird vor dem Kämmen selbst gewaschen. Nachweislich ist Haar von folgenden Hunderassen zum Verspinnen geeignet:
- Samojeden
- Border Collie
- Sibirischer Husky
- Neufundländer
- Golden Retriever
- Tervueren
- Berner Sennenhund
- Bouvier des Flandres
- Pyrenäenberghund
- Pudel

## Verwendung und Eigenschaften

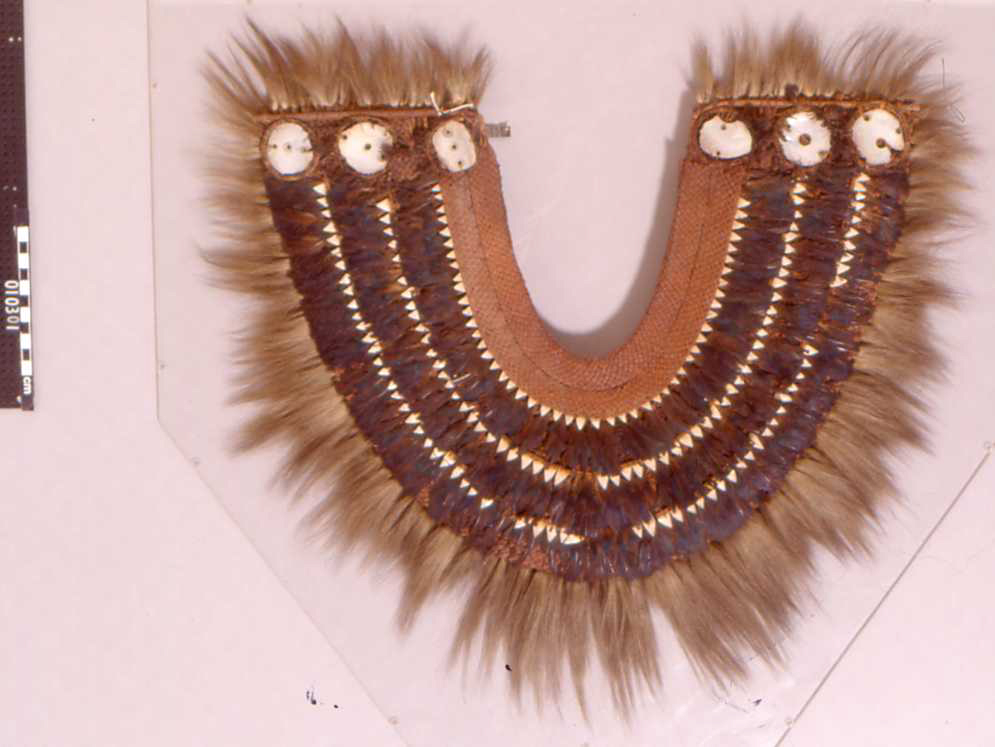
Brustschmuck mit einer Umrandung aus Hundehaar. Von den Gesellschaftsinseln im Pazifik, mitgebracht von einer James-Cook-Reise in den Jahren 1768–1780.

Hundehaar wird oft durch Kardieren mit anderen Naturfasern gemischt, um ein Garn mit besseren Trage- und Verarbeitungseigenschaften zu schaffen. Die Stapellänge von Hundehaar beträgt oft nur zwischen 1,25 cm und 2,5 cm. Besonders häufig wird dabei 50 % Schafwolle eingesetzt, um das Garn elastischer und haltbarer zu machen. Es kann aber auch Angora mit dem Hundehaar gestreckt werden, weil sich beide in ihren Eigenschaften sehr ähnlich sind, das heißt, sehr weich und flauschig und zum Fusseln neigend. Die Faser kann auch gefärbt werden, wobei die Deckhaare die Farbe weniger gut annehmen.
Versponnenes Hundehaar ist wasserabweisend, allerdings wenig elastisch und gemessen an seinem Gewicht bis zu 80 % wärmender als Schafwolle.
Das Garn aus Hundehaar wird meist zu Strickware wie Pullovern, Mützen und ähnlichem verarbeitet, die als Oberbekleidung bzw. Wetterschutzkleidung getragen werden.